# Rue de Sambre-et-Meuse
La rue de Sambre-et-Meuse est une voie du 10e arrondissement de Paris, en France. 

## Situation et accès
La rue de Sambre-et-Meuse est une voie publique située dans le 10e arrondissement de Paris. Elle débute au 12, rue Juliette-Dodu et se termine au 33, boulevard de la Villette. Le collège Françoise-Seligmann est situé au no 21.

## Origine du nom
La rue honore l'armée de Sambre-et-Meuse, armée révolutionnaire qui, après s'être illustrée entre autres à Tournai, Ostende et Aix-la-Chapelle, fut appelée à Paris en 1797 pour protéger le Directoire.

## Historique
La rue emprunte le tracé d'un chemin qui existait déjà au XVIIe siècle et qui menait de l'hôpital Saint-Louis à Belleville.
Cette voie était dénommée à l'origine « chemin de la Chopinette » puis, après son urbanisation, « rue de la Chopinette », parce qu'elle conduisait à l'ancienne barrière de la Chopinette, ainsi nommée en raison des nombreuses guinguettes établies extra-muros, où l'on allait le dimanche « boire chopine » à bon compte, puisque, à cette époque, avant l'annexion de 1862, les communes suburbaines étaient exemptes du droit de 20 francs qu'on payait par chaque hectolitre de vin rentré à Paris. En 1901, l'octroi sur les boissons a été supprimé et remplacé par de nouvelles taxes.
Elle prend sa dénomination actuelle par arrêté du 1er février 1877.

## Bâtiments remarquables et lieux de mémoire
- No 17 : ancien siège de la coopérative L'Égalitaire. Elle a été créée en 1876. Les plans de l'immeuble de la rue de Sambre-et-Meuse sont signés par l'architecte Raphaël Loiseau, le 6 février 1894. Un appel pour créer cette coopérative est fait aux citoyens du 10e arrondissement dans le journal républicain Le Rappel. C'était une coopérative de consommation pour les ouvriers, qui proposait des prêts, un dispensaire, des concerts, une buvette, des cours de solfège et une infirmerie. L'Égalitaire donnait du pain et du lait gratuitement. Maurice Gaillard en était le directeur. En 1908, la coopérative compte 7 000 membres[2].

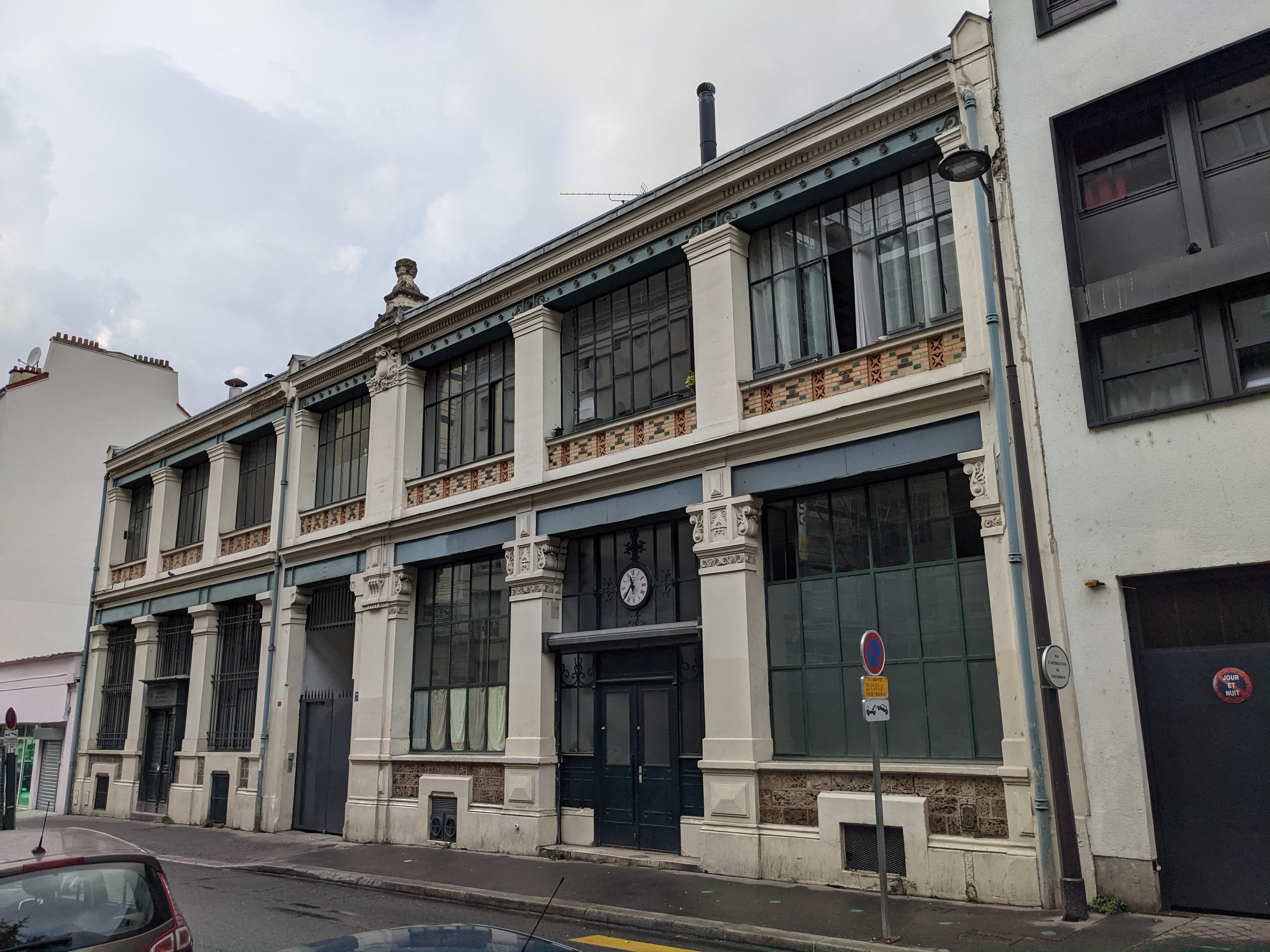
Le 17, rue de Sambre-et-Meuse